# Внешность гейши

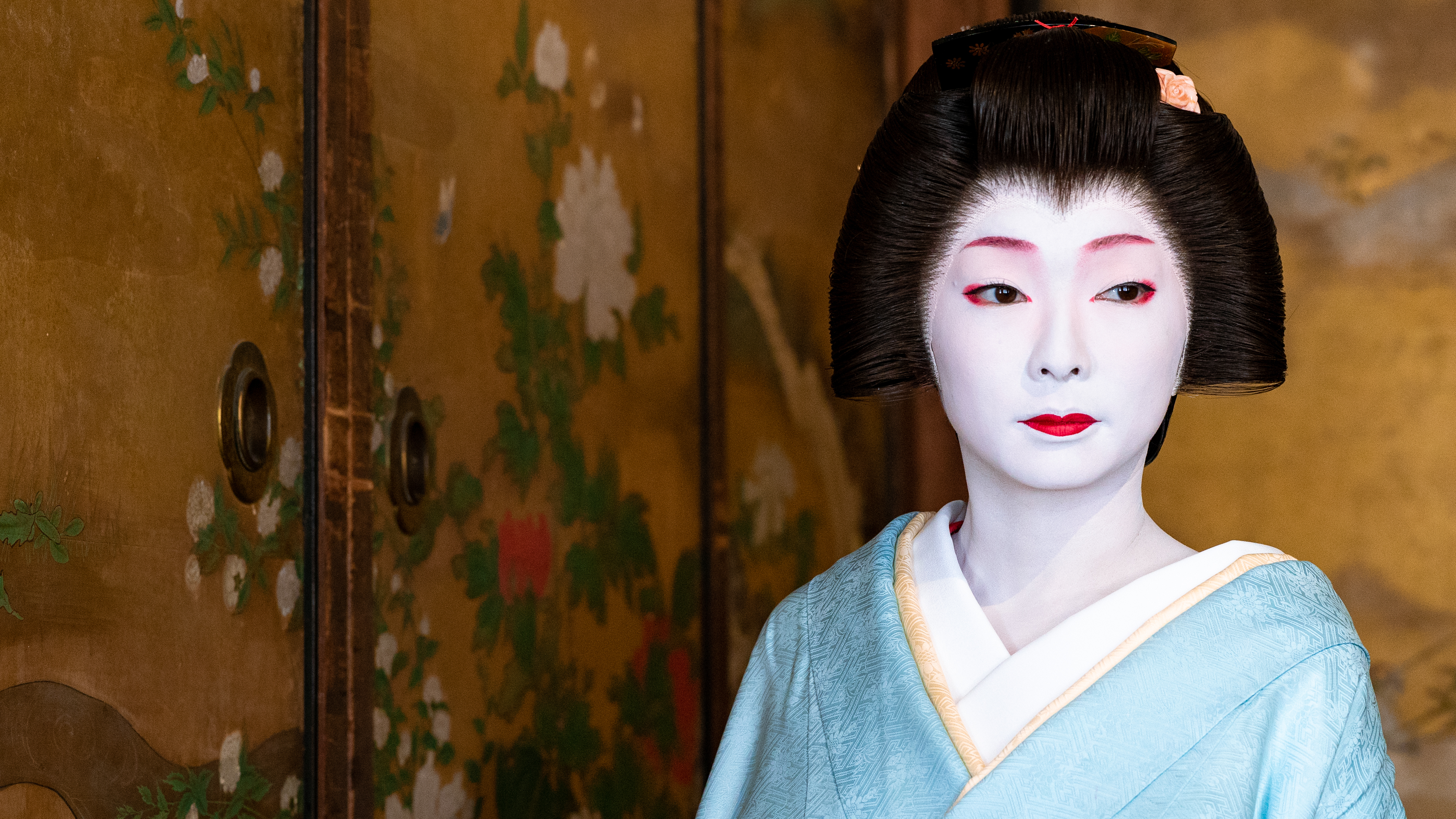
Макияж и парик гейши

Внешний вид гейш и юдзё (проституток, например, ойран) подчинён строгим правилам. Работницы карюкай должны внешне соответствовать своему опыту в профессии, текущему времени года и мероприятию, к которому одеваются. Чем младше женщина, тем ярче и разноцветнее её кимоно. Также выбор одежды и украшений зависит от сезона (украшения с жёлтыми листьями не носят весной). На определённые праздники гейши и юдзё облачаются в костюмы театральных героев и известных людей.

## Майко

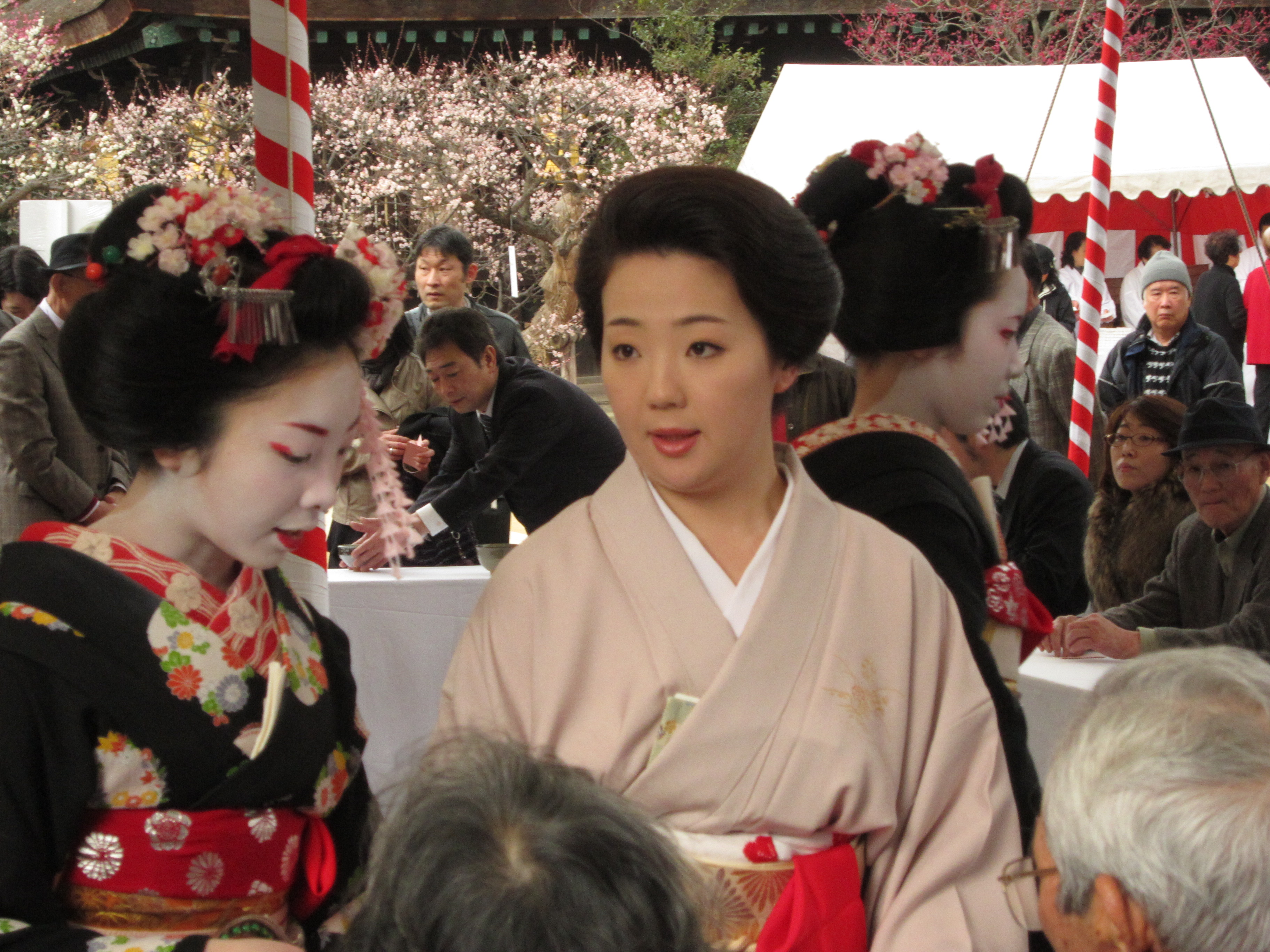
Гейша (в центре) и майко. Камиситикэн.

Обычно работающих гейш путают с ученицами. Различия, тем не менее, довольно значительны.

### Одежда и обувь

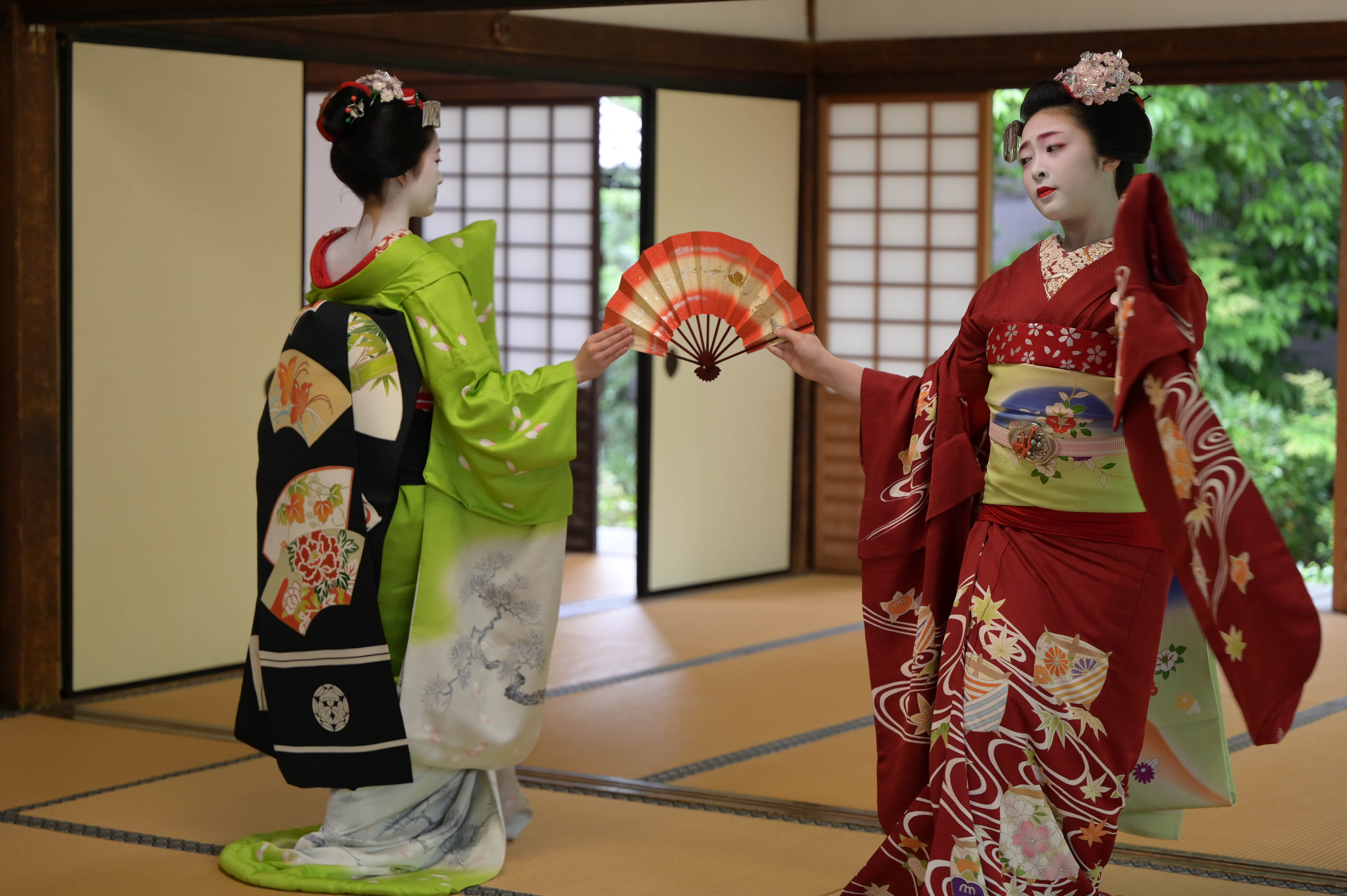
Две майко в фурисодэ и дарари-оби

Ученицы носят разноцветные кимоно с длинным рукавом «фурисодэ». Ученицы киотосских гейш — майко — известны консервативностью и соблюдением мельчайших правил во всём, включая внешний вид. Концы их пояса оби на спине не собраны, а свисают вниз; этот узел называется дарари (яп. だらり). Воротнички нижнего кимоно эри (яп. 襟, воротник) у майко-дебютантки чисто красные, со временем их меняют на всё более и более расшитые белыми и золотыми нитями. Церемония эри-каэ (яп. 襟替, смена воротничка) проводится, когда ученица становится гейшей.
Майко носят сандалии коппори (яп. こっぽり), называющиеся также окобо (яп. おこぼ окобо) на большой деревянной танкетке. Сайт Гион-кобу предупреждает, что чтобы стать майко, девушка не должна быть выше 160 см, так как из-за высокой обуви и причёски майко большого роста может выглядеть нелепо. Тем не менее, в других местах майко могут быть и выше. В окобо вставлены небольшие бубенчики, поэтому любое передвижение майко за пределами помещений сопровождается мелодичным звоном.
Ученицы токийских гейш называются хангёку, они носят фурисодэ и сандалии гэта, однако их пояса завязываются, как и у гейш, узлом тайко.
Ученицы гейш в Ниигате называются «фурисодэ-сан», по названию кимоно. Их оби завязывают узлом янодзи (яп. 矢の字結び я но дзи мусуби).

### Макияж

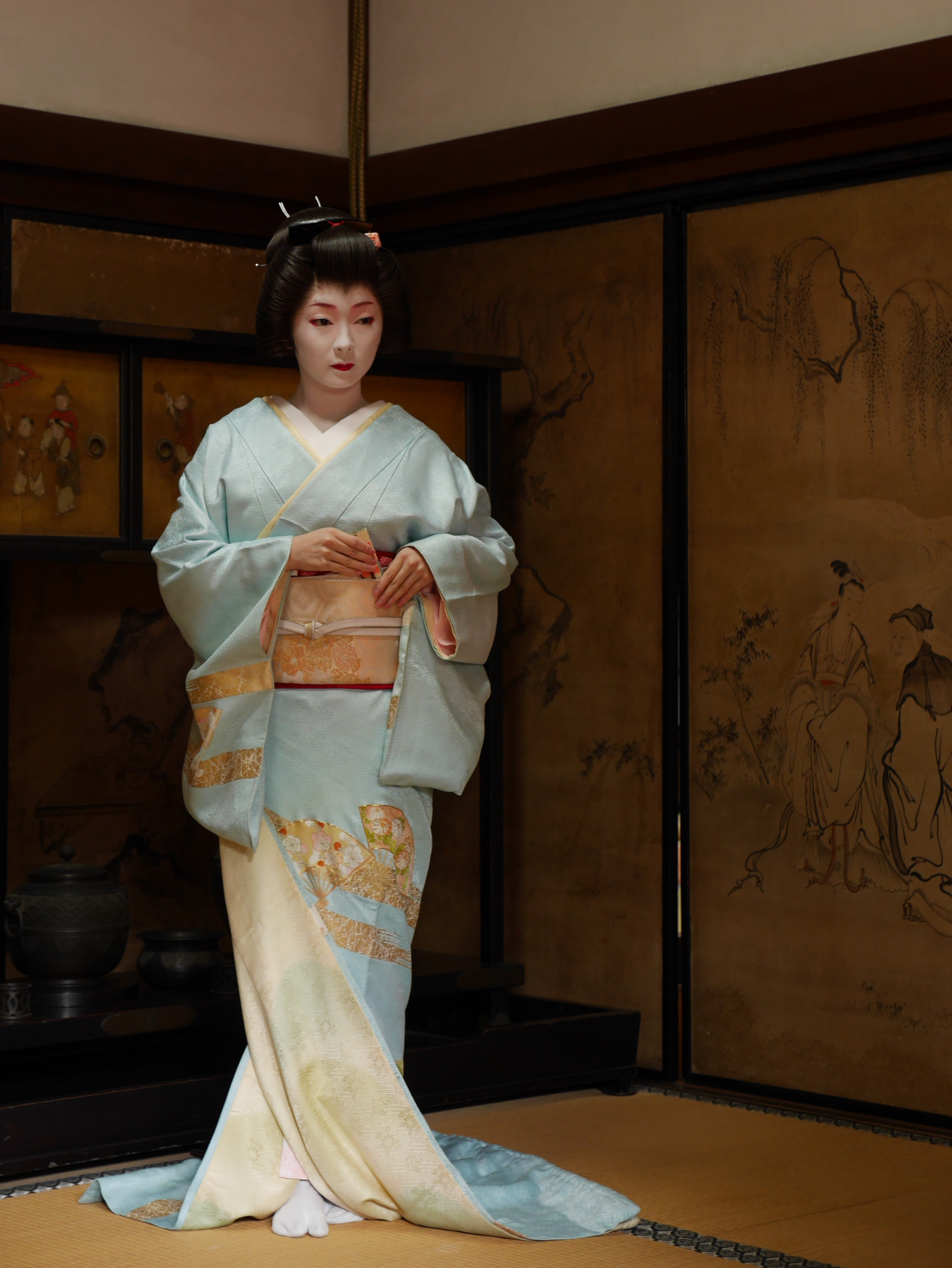
В полутёмных комнатах макияж гейш выглядел особенно привлекательно

Ученицы и молодые гейши носят макияж «о-сирой» (яп. お白い, белый) на восковой основе. Основой выступает помада для волос из плодовых перегородок сумаха «бинцукэ-абура» (яп. 鬢付け油, масло для создания причёски). Затем накладывается белый грим и на брови, внешние углы глаз и губы наносятся красные акценты помадой из сафлора бэни (яп. 紅). В Токио бэни наносят на основу, а потом сверху белят. В Киото бэни наносят после беления лица. Таким образом, лицо токийских гейши и учениц имеет более розовый цвет, а киотоских — контрастный бело-красный.
О-сирой используют с периода Эдо с целью произвести впечатление на клиентов: при свете свечей белоснежное лицо выглядело загадочным и привлекательным. Современный о-сирой безвреден для кожи, однако до XX века гейши часто получали отравление свинцом из-за того, что основу макияжа составляли свинцовые белила.
Макияж наносят и на шею, оставляя по линии роста волос незакрашенный участок «эри-аси» (яп. 襟足).
Для снятия макияжа гейши (и актёры кабуки) традиционно используют средство из экскрементов камышовки — угуису но фун.

### Причёски

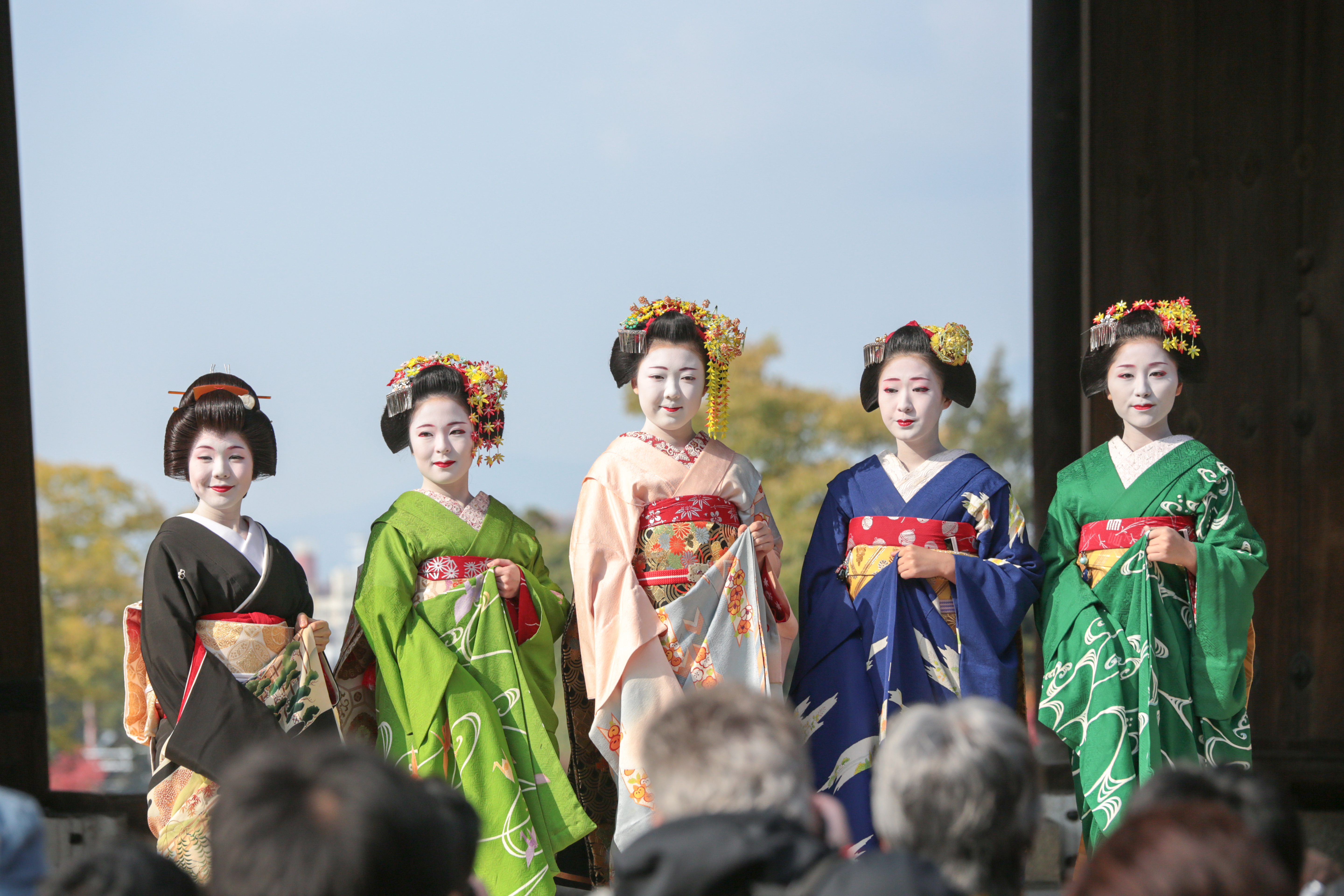
Гейша с така-симадой (слева), три майко с варэсинобу (в центре) и майко с офуку (справа)

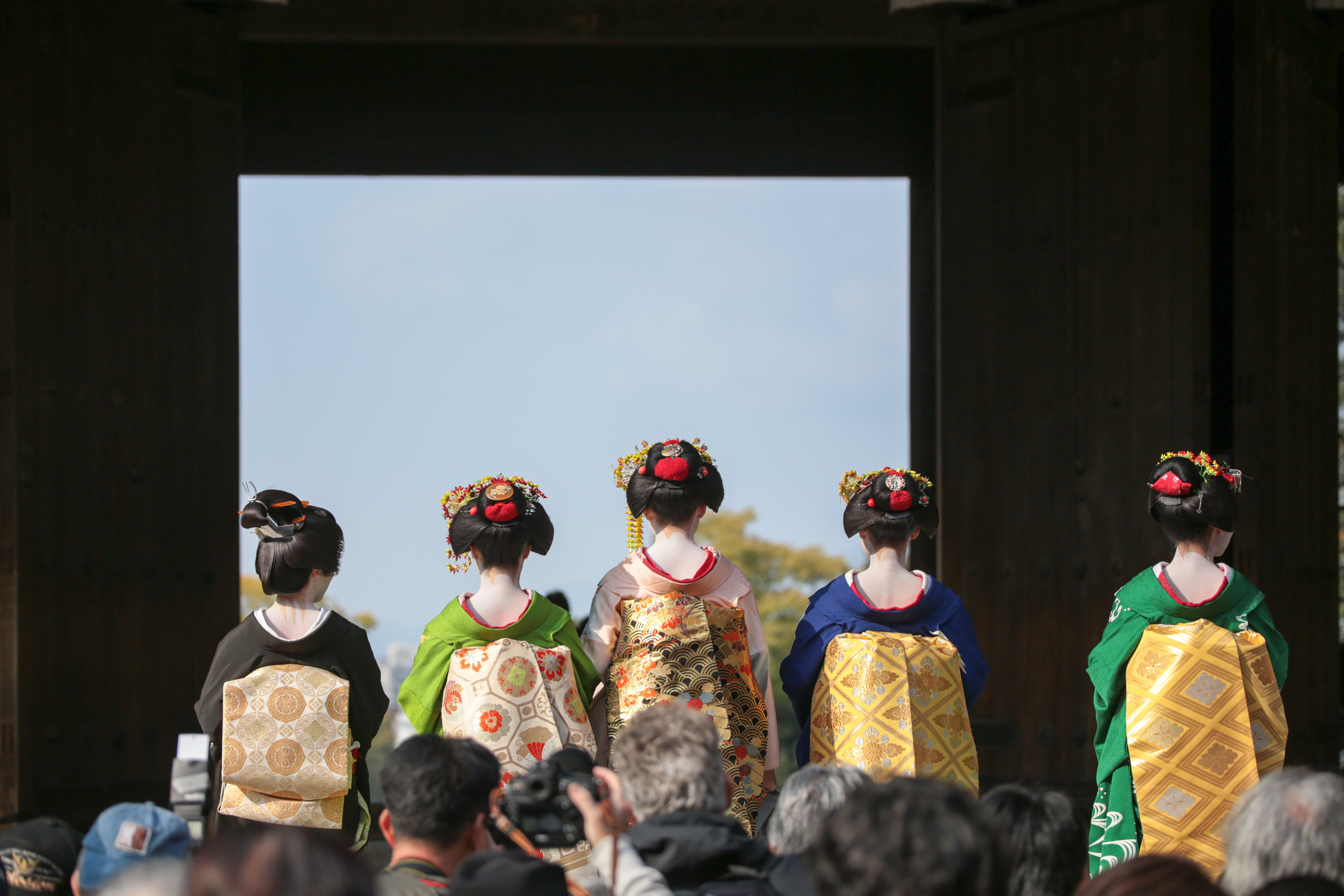
Вид сзади

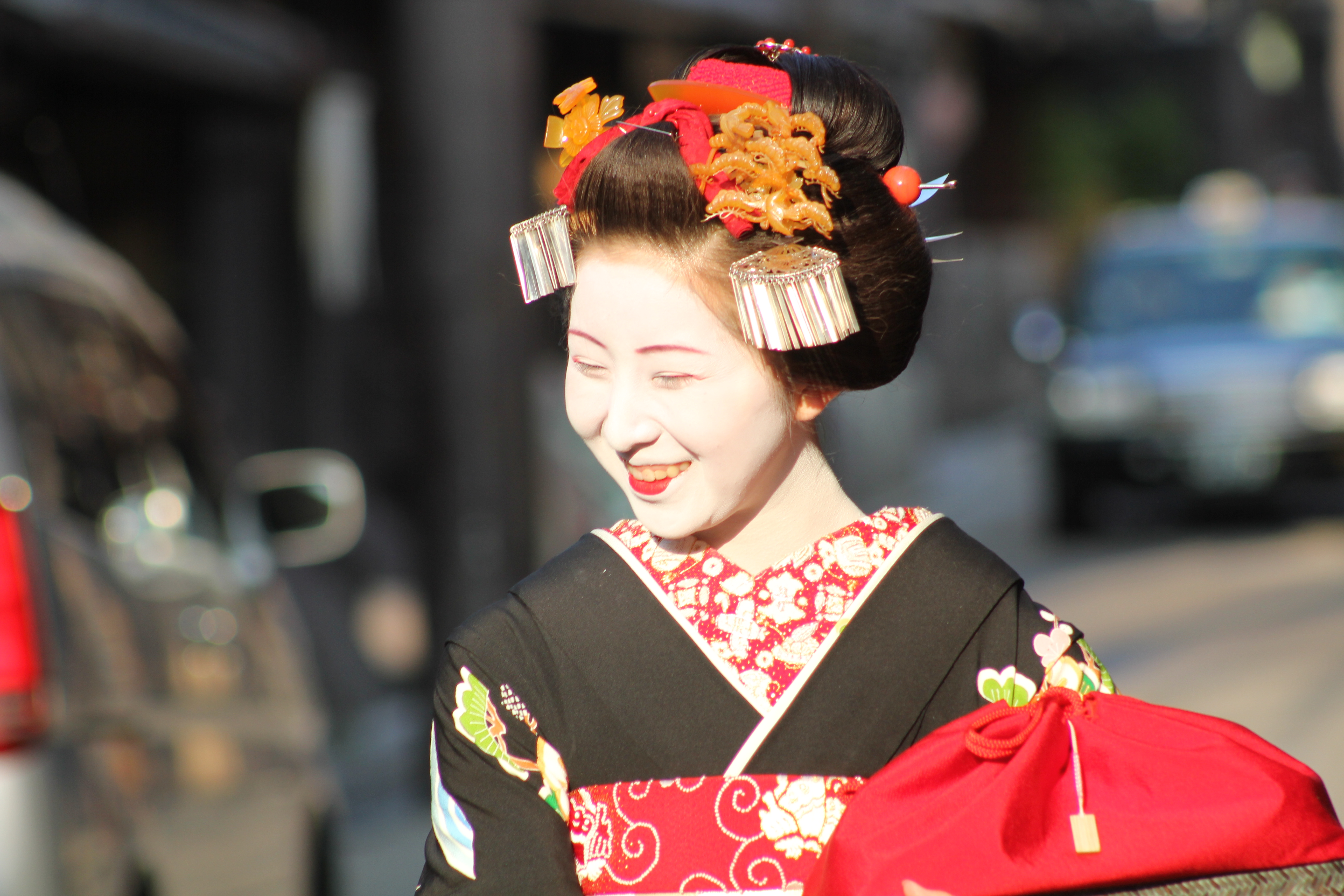
Мисэдаси. В причёске два бира-бира-кандзаси и много черепаховых украшений

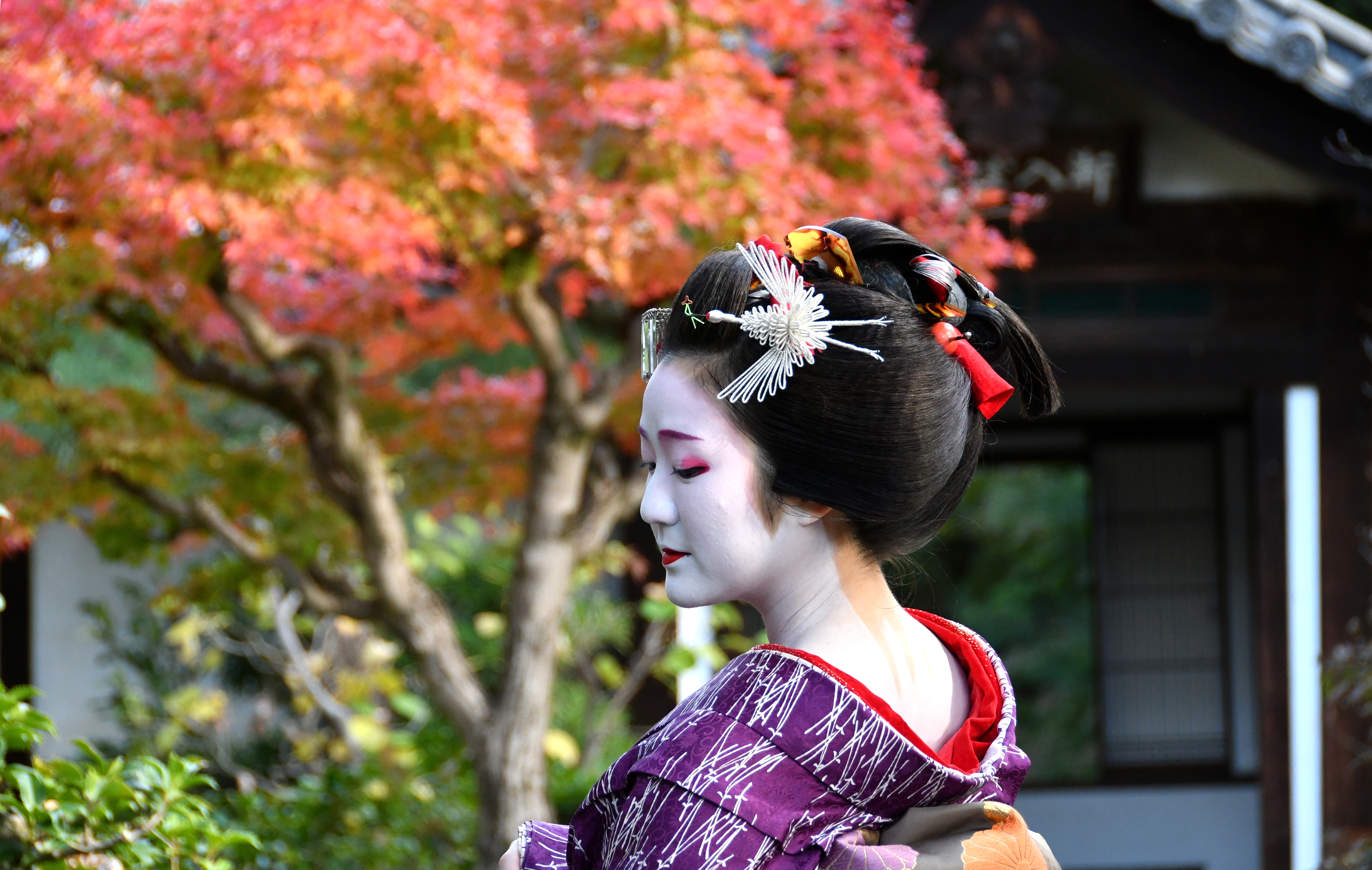
Сакко с украшением-журавлём

Токийские хангёку учатся не больше трёх лет и большую часть обучения носят парики, а майко обучаются пять лет, причёски носят на собственных волосах; смена вех в обучении сопровождаются изменениями во внешности.
Для дебюта майко делают особую причёску мисэдаси варэсинобу (яп. 店だし割れしのぶ, варэсинобу для дебюта). От простой варэсинобу (яп. 割れしのぶ, разрезанная тайно) отличают два оги (яп. 扇簪 о:ги кандзаси, украшение-веер), алюминиевые украшения в форме веера, к которому прикреплены полоски металла. Сзади под пучок вкладываются украшения васи-кандзаси (яп. 和紙簪 васи кандзаси, украшения из японской бумаги васи), бумажные ленты. В киотоском ханамати Понто-тё для причёски «мисэдаси варэсинобу» используется кандзаси с журавлями, как для причёски сакко.
Варэсинобу — причёска майко Киото на первые полтора года обучения. Украшений больше, чем на варэсинобу, бывает только на праздничных причёсках. Задняя часть причёски носит название момоварэ (яп. 桃割, разломленный персик) и считается, что она напоминает женские наружные половые органы. Некоторые японцы до сих пор находят момоварэ несколько вызывающими.
В старые времена смена причёски на офуку (яп. おふく) происходила после мидзуагэ, потери девственности, примерно в 13-15 лет. С 1959 года мидзуагэ не проводится, а перемена происходит в восемнадцатилетие майко или через несколько лет после начала обучения.
Спереди офуку очень похожа на варэсинобу, хотя их отличает красная лента каноко (яп. 鹿の子, оленёнок), делящая момоварэ пополам, но отсутствующая у офуку. Сзади же теперь находится тиримэн тэгара (яп. 縮緬手絡, узорчатый шёлк), треугольная лента, которая просто прикалывается булавками, в отличие от ленты каноко, вплетаемой в причёску варэсинобу. Цвет ленты меняется с красной для недавно сменивших причёску на розовую и голубую. Майко носит эту причёску до тех пор, пока до эри-каэ не останется две—четыре недели. Тогда она будет носить причёску сакко.
В двадцать один год, или ранее, если матушка окия, где живёт майко, чувствует, что майко достаточно опытна, для неё начинаются приготовления к церемонии смены воротника, эри-каэ. Этот день станет днём её дебюта как полноправной гейши. За месяц или за две недели до этого её волосы укладываются в причёску сакко (яп. 先笄, последняя шпилька). Исторически, сакко была причёской невесты в день бракосочетания. Сакко легко узнать по хвостику, свисающему сзади причёски; кончик этого хвостика окаа-сан срезает в первую ночь дебюта.
Ещё одна причёска для старших майко называется кацуяма (яп. 勝山, псевдоним придумавшей эту причёску юдзё), её носят на фестиваль «Гион-мацури». С кацуяма надевают особые украшения — розовые и серебряные кандзаси «бонтэн». Меняется и расположение шёлковой ленты «каноко» — она теперь оплетает верх причёски.
Якко-симада (яп. 奴島田, причёска слуг) — причёска старших майко на Новый год, Сэцубун и на первое августа, «Хассаку», «день спасибо». Сзади выступающую часть причёски оплетают бусы из красных и зелёных бусин и широкая лента сибори (яп. 絞, лента, окрашенная методом узелкового окрашивания). Хассаку (八朔) — праздник уважения. Проводится в первый день восьмого лунного месяца. Майко и гэйко благодарят всех в чайных домиках, где работали, владельцев своего окия и так далее.
За время ношения традиционных причёсок, которые держатся на локоне волос на макушке, волосы в местах сильного натяжения начинают выпадать.

#### Украшения в причёсках

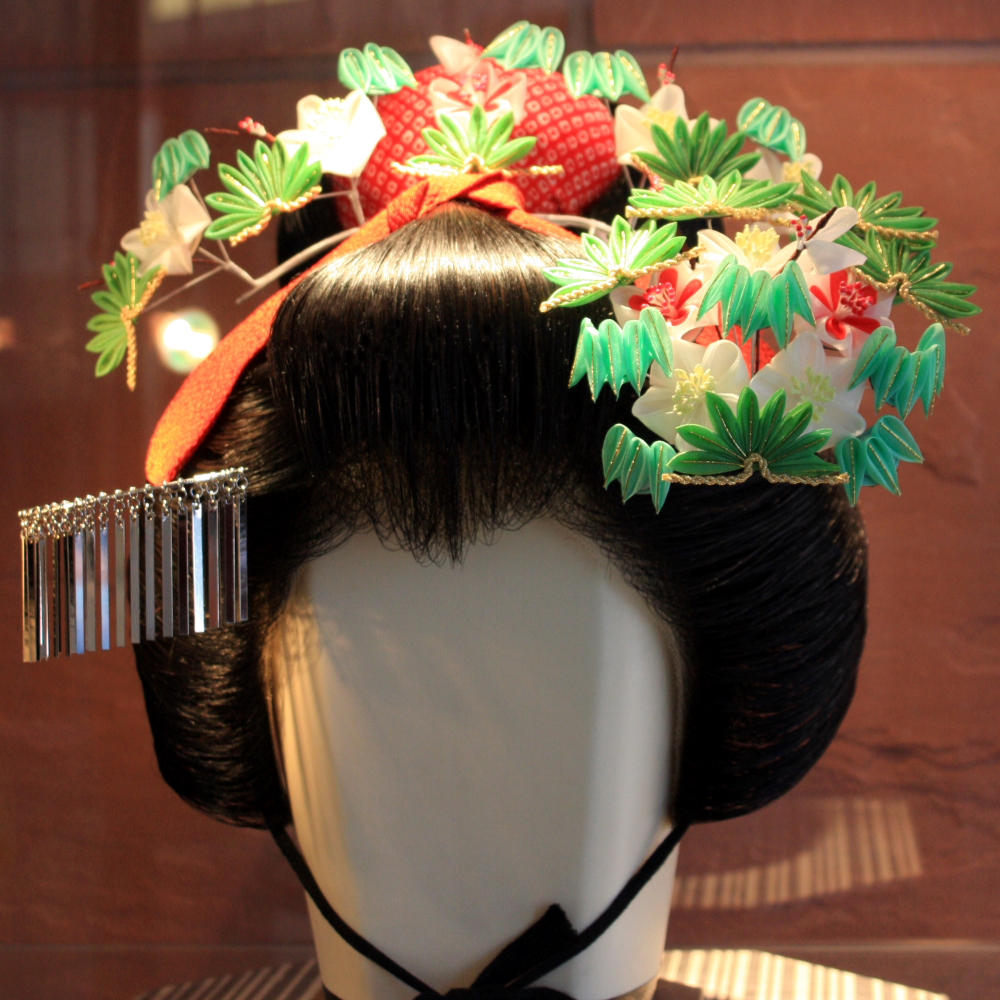
Парик с причёской варэсинобу (видна красная лента в пучке), украшенный январскими хана-кандзаси

При создании варэсинобу собранные в круглый валик волосы посередине разделяет «каноко» (яп. 鹿の子, оленёнок) — красная лента. Сверху в момоварэ вкалывается булавка каноко домэ (яп. 鹿の子留め, удерживающая каноко) из лака, дерева или проволоки. Она выполняется в форме цветов, бабочек, геометрических фигур. Кроме этого, причёску майко справа украшает букет шёлковых цветов хана-кандзаси (яп. 花簪, цветочные кандзаси). В первый год обучения цветы хана-кандзаси спадают прямо на лицо, на второй год и позже используют меньшее украшение. Цветы должны соответствовать текущему сезону (сосна, бамбук и слива в январе, ива в июле, нарцисс в марте). На хана-кандзаси для сакко находятся шёлковые журавли и сосновые иголки.
В затылочную часть любой причёски майко или гейши вкалывается тама-кандзаси (яп. 玉簪, кандзаси с шариком), шпилька с украшением-шариком. Зимой шарик коралловый, летом — нефритовый.

## Гейши

### Макияж и причёска

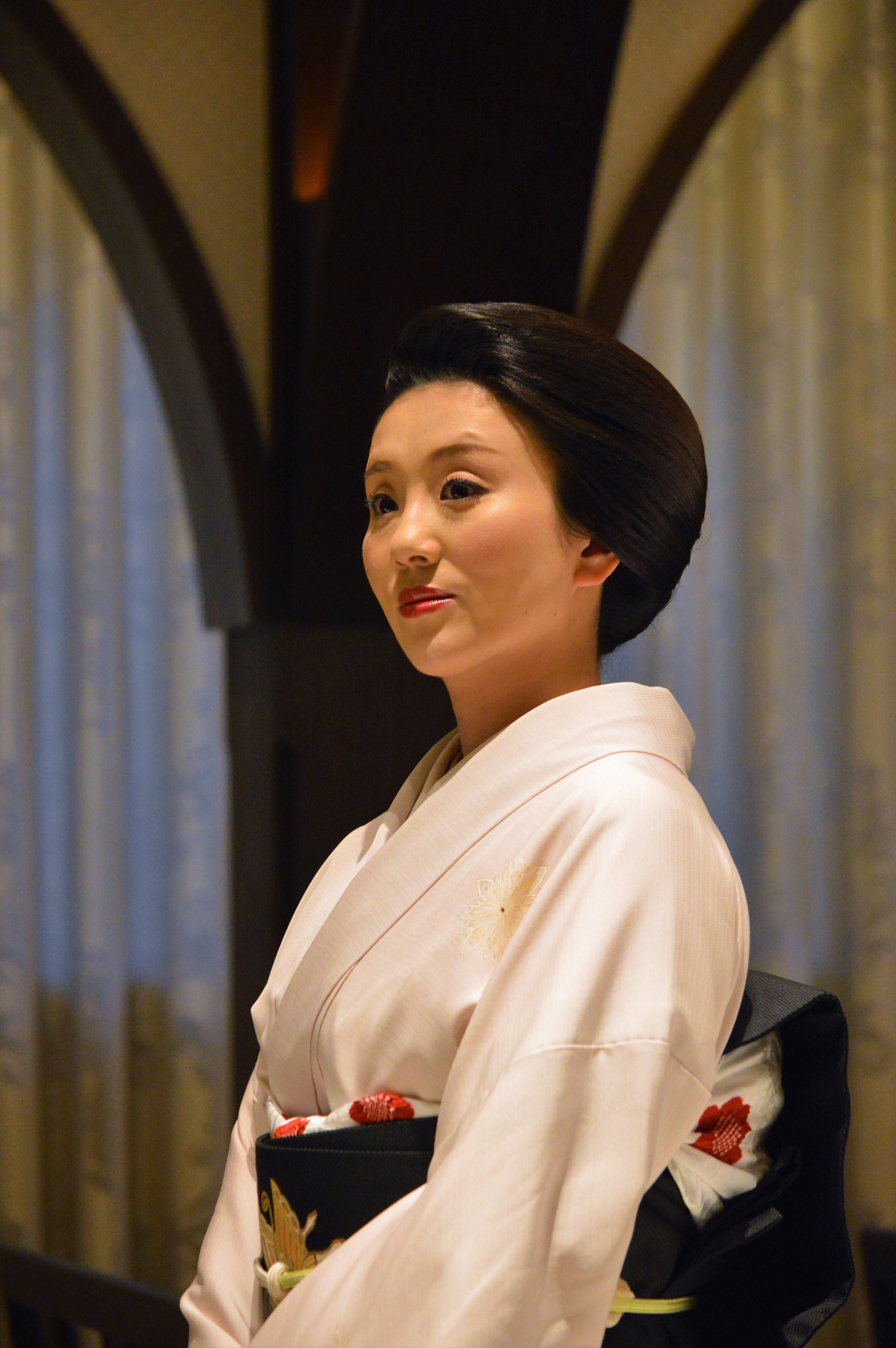
Взрослая гейша

Майко привлекают клиентов внешним видом, а гейши — своими талантами и умениями. Поэтому гейши, достигшие тридцати лет, белят лицо только на особенно важные церемонии. Молодые гейши первые несколько лет работы носят полный макияж.
После эри-каэ бывшая ученица наконец может остричь или покрасить волосы: гейши носят парики, а причёски майко делаются на собственных волосах. Стандартная причёска гейши — така-симада (яп. 高島田, высокая симада). Спереди она похожа на причёски майко, а на затылке волосы собирают в толстый хвост, сгибают и поднимают его над причёской.
На праздники така-симада немного изменяется и называется цубуси-симада (яп. 潰島田, поломанная симада). «Хвост» така-симада перетягивают пополам золотым шнуром так, что он из четвертушки кольца становится похож на изогнутый лук или фигурную скобку. Украшения в причёске така-симада ограничиваются простым гребнем, небольшой шпилькой спереди и тама-кандзаси сзади.
Гейши в возрасте вообще не носят особых причёсок, а собирают волосы в «ракушку».

### Одежда
На обычные банкеты гейши надевают цветное и обязательно шёлковое кимоно: хомонги, цукэсагэ, комон, иромудзи или хикидзури. Воротничок кимоно гейш всегда чисто-белый и без вышивки, в отличие от учениц, их воротнички могут быть белыми, но обязательно с вышивкой. На праздники надевается официальное «куро-томэсодэ» чёрного цвета с тремя или пятью монами. Несмотря на то, что одеваются гейши довольно скромно, они добавляют костюму чувственности, завязывая оби очень низко, показывая широкую полосу воротника, а также низко опуская заднюю часть воротника так, чтобы была открыта спина.
Кимоно гейши обязательно имеет ярко сезонный мотив в дизайне рисунка, цвете и фасоне: бледно-зелёное кимоно с рисунком сосны на глубоком пурпурном фоне и подкладкой носят в январе, жёлтое кимоно из тонкой шерсти с водными мотивами носят в июле.
В Киото оби повязывают узлом тайко (яп. 太鼓結び тайко-мусуби,  дословно «барабанный узел»), придуманный гейшами района Фукагава в Токио и названный в честь отстроенного моста Тайкобаси у храма Камэдо Тэндзин, в Токио и Канадзаве — узлами янаги (яп. 柳結び янаги мусуби, «ивовый узел») и тайко. В Токио используется также узел цунодаси (яп. 甬出結び).
Обувь гейш — гэта особого фасона комати-гэта (яп. 小町下駄, гэта красавицы).

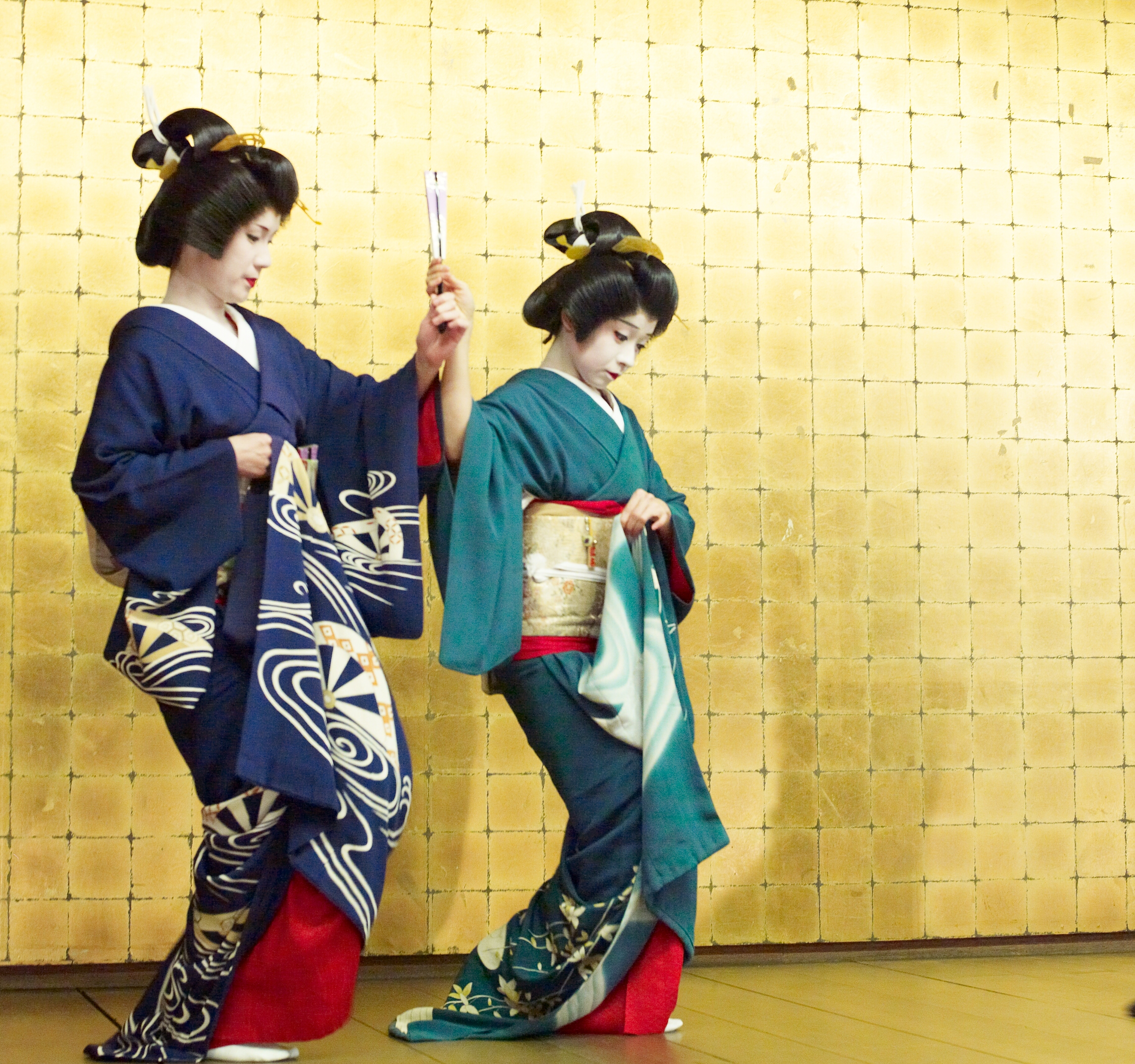
Гейши города Ниигата
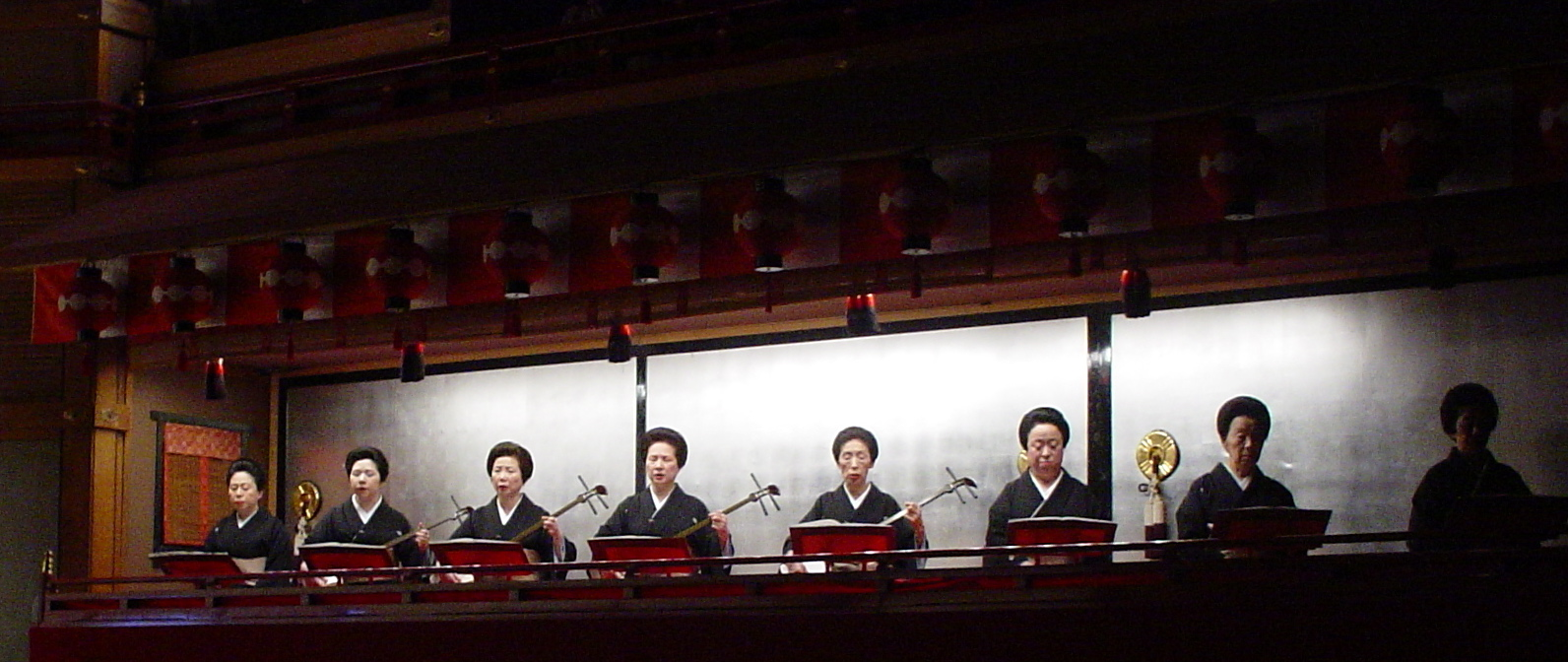
Гейши в возрасте аккомпанируют на фестивале Мияко одори
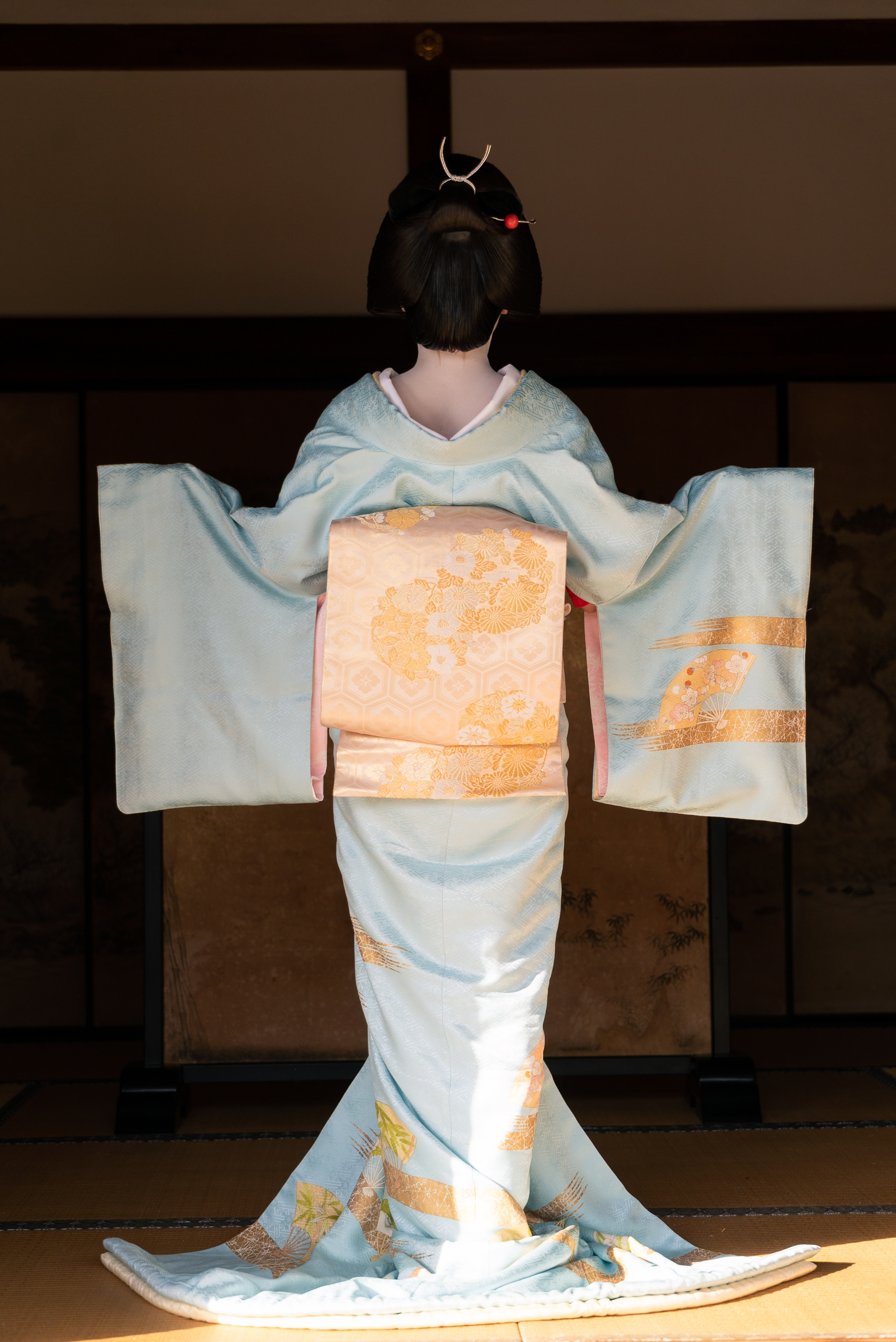
Томэсодэ, подвязанное узлом «тайко-мусуби»

## Таю и ойран

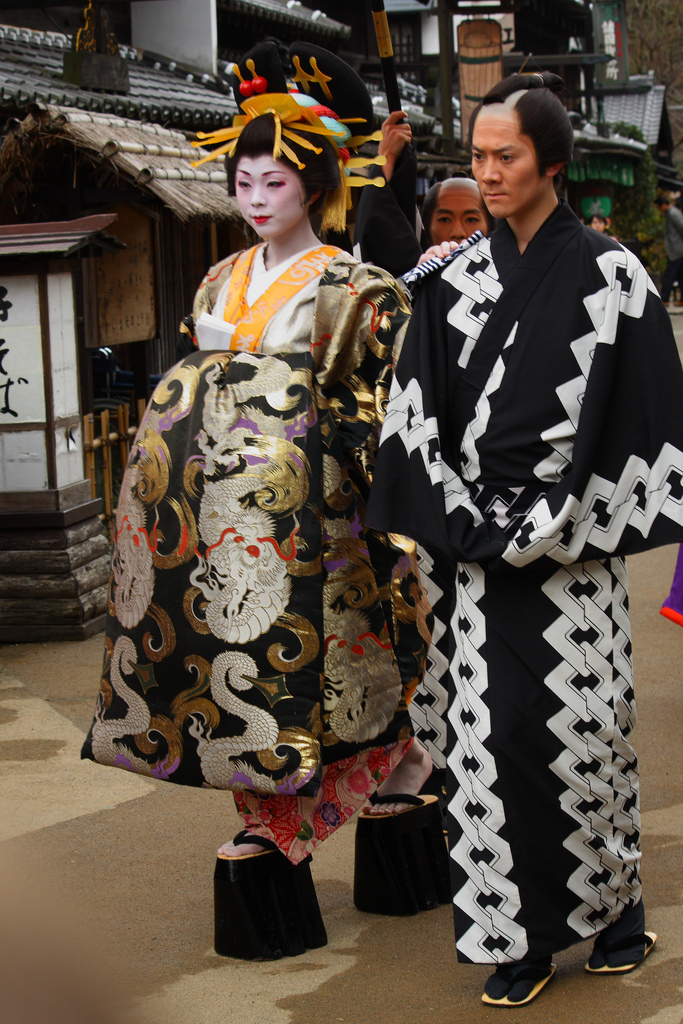
Ойран в полном облачении

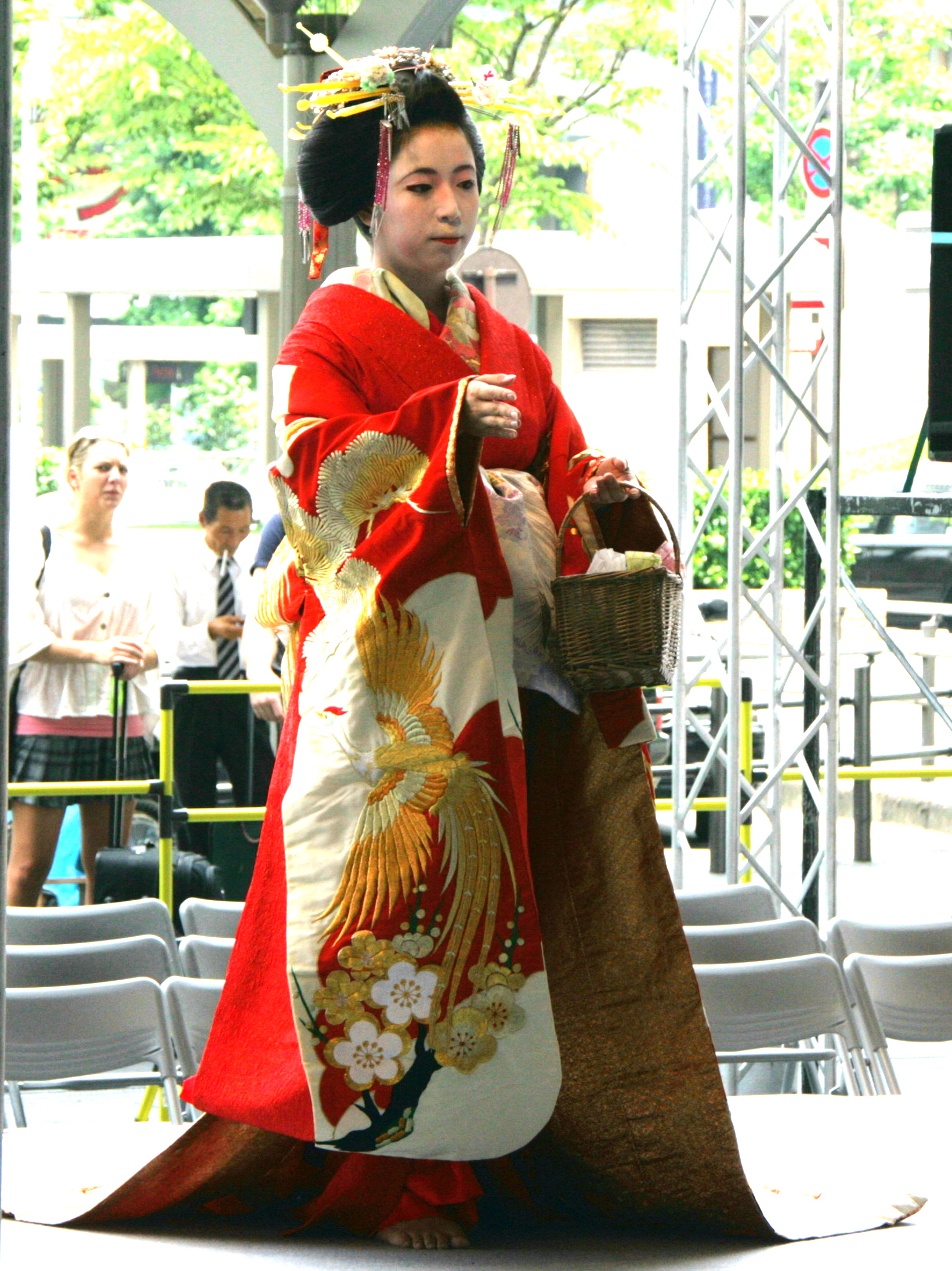
Фурисодэ таю из Симабары.

В старые времена таю 太夫 (в Киото) и ойран 花魁 (в Токио) были куртизанками высшего класса. Они приходили на вечеринки до гейш и у клиента был выбор: попытать счастья с куртизанкой (а она вполне могла просто отказать) или остаться для того, чтобы повеселиться с гейшами (но без секса). Куртизанкам нужно было создать впечатление дороговизны и неприступности, поэтому таю и ойран стали мастерить очень сложные причёски, с десятками шпилек и других украшений, а также надевать три и более кимоно. Есть неверная точка зрения, что пояс таю завязан спереди, так как его проще развязывать. Кисараги таю дала интервью, в котором объяснила, что дело здесь в том, что таю — аристократки, в отличие от тех же гейш, и пояс спереди мешает им заниматься какой бы то ни было работой. У проституток низших рангов пояс завязывался спереди простым узлом, а у таю образовывает подобие сердца.
Воротник кимоно у таю всегда немного отогнут справа, показывая волнующую красную изнанку. И тем не менее, несмотря на сексуальный аспект, таю и ойран были так же искусны, как и гейши, а в некоторых видах искусства даже превосходили их.
Таю и ойран белят всё лицо, как майко, а таю ещё и чернят зубы по старинной японской традиции. Таю выдаёт обилие ёситё (яп. 吉丁 ёситё:) (раздвоенных плоских шпилек) и обязательное наличие золотого цвета в одежде (конкретно — в накидке утикакэ). Ещё таю носят в причёске с четырёх сторон по коралловой подвеске, на которую прикреплено по монетке или крохотному золотому украшению. Обувь таю и ойран — очень высокие чёрные сандалии с тремя каблуками «самбонъаси», из-за которых шаги должны быть очень мелкими.

### Украшения

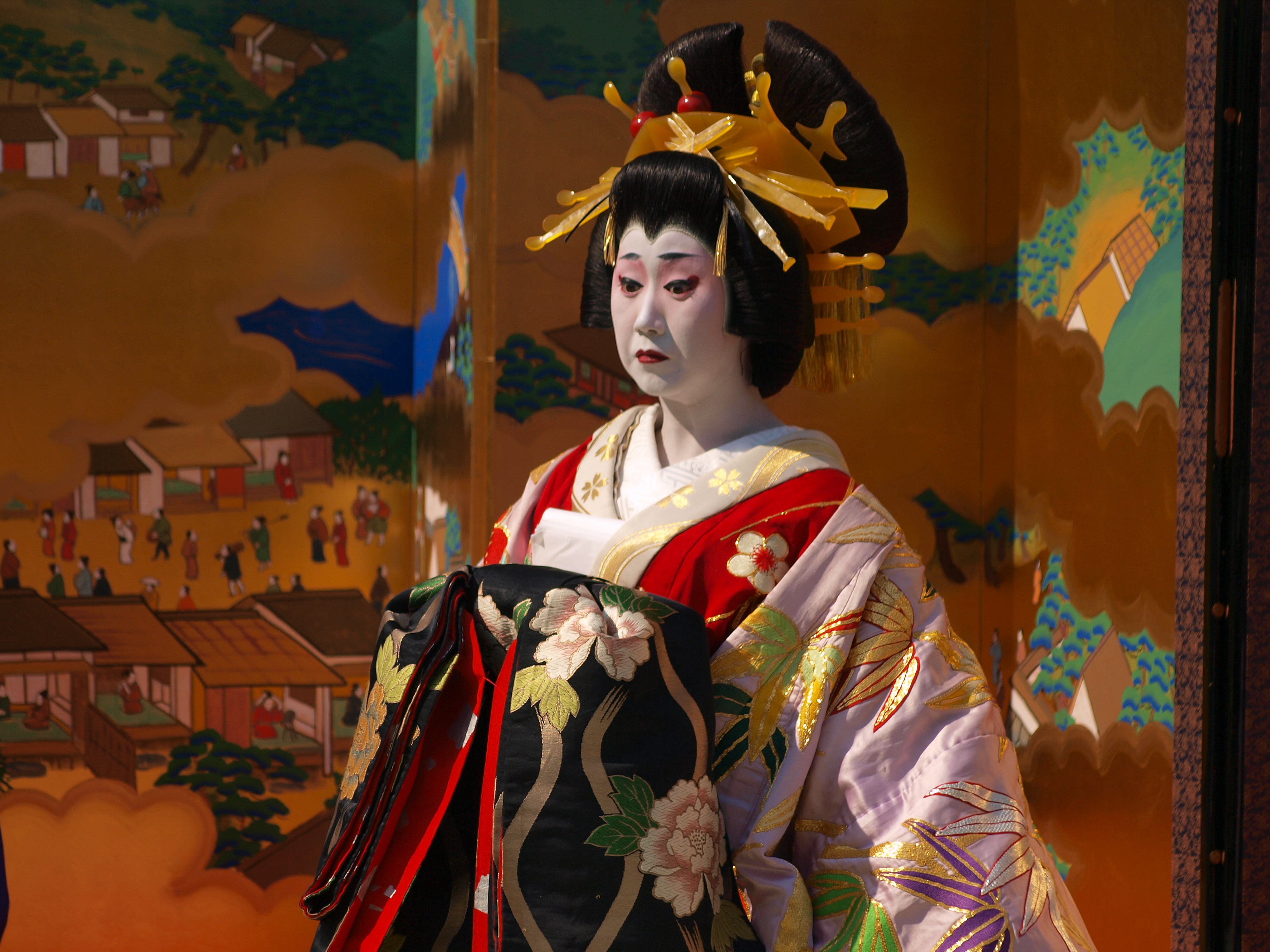
Причёска ойран

Причёски гейш и ойран немыслимы без разнообразных гребней и булавок. Чем неопытнее девушка, тем больше украшений носят в причёске.
- Куси  (яп. 櫛, гребень) — гребень, деревянный или из панциря черепахи, также может быть лаковым или пластиковым, часто расписан сверху, хотя узор может спускаться и на зубцы. Майко носят «ханакуси» — гребень, на который сверху прикреплены искусственные цветы.
- Бира-бира (яп. びらびら, ономат. дзынь-дзынь) — шпильки с длинными металлическими нитями, издающими приятный звон. Иногда украшены колокольчиками.
- Ёситё (яп. 吉丁 ёситё:) — раздвоенная широкая шпилька. В причёске таю и ойран очень много ёситё.
- Тама-кандзаси (яп. 玉簪, украшение-шарик) — шпильки, украшенные шариком из драгоценного камня.
- Оги (яп. 扇 о:ги, веер) — алюминиевые шпильки в форме веера, с которых свисают тоненькие металлические пластинки
- Хана-кандзаси (яп. 花簪, кандзаси с цветами) — кандзаси с шёлковыми цветами и нитками, на которые насажены мелкие шёлковые цветочки, свисающие примерно на двадцать сантиметров. Одна хана-кандзаси может стоить дороже кимоно, так как работа по их созданию очень кропотливая и напоминает работу ювелира-дизайнера.
- Маэдзаси (яп. 前ざし, за кандзаси) — маленькое украшение, располагающееся за оги.

Майко, работающие в Гион-кобу, до восемнадцатилетия носят ещё и жадеитовую булавку слева надо лбом.

### Календарь кандзаси

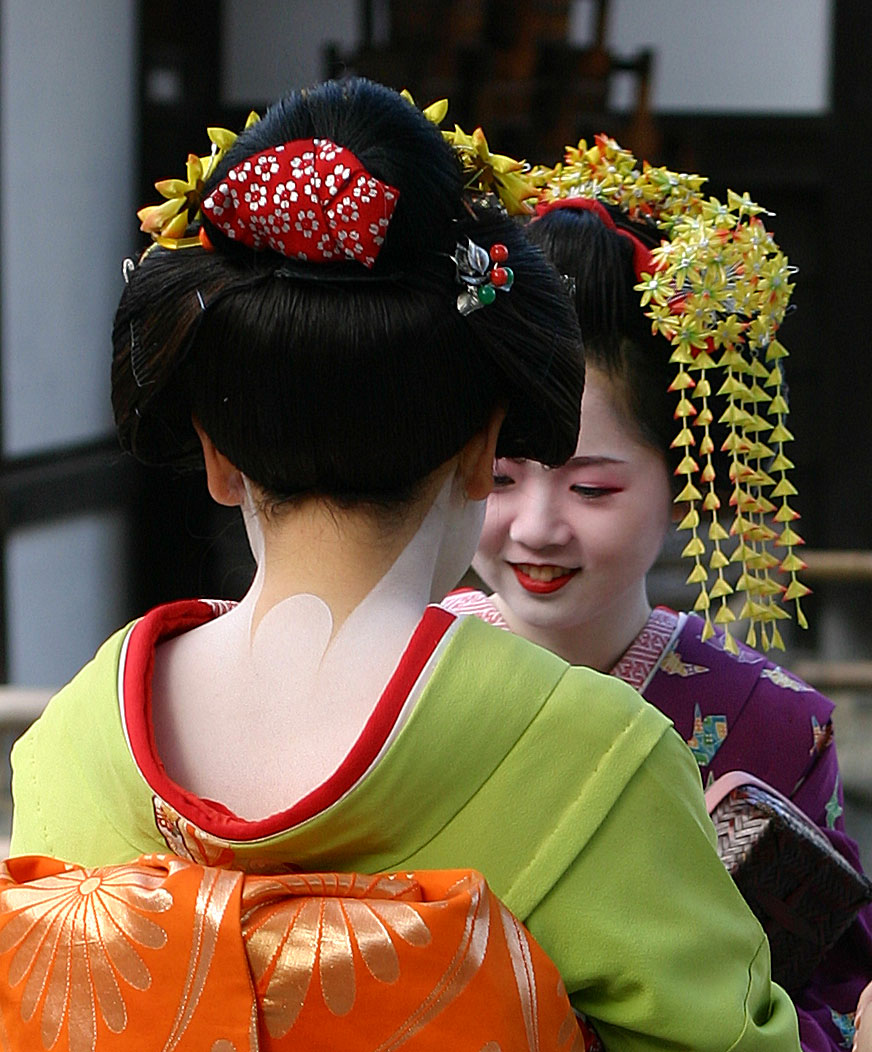
Майко с ноябрьскими кандзаси

- Январь: основной мотив января — сётикубай (яп. 松竹梅 сё:тикубай, сосна, бамбук и слива), а также ракетки хагоита, прялки, морские улитки. На Новый год, отмечающийся в киотоских ханамати 15 января, майко и гейши надевают кандзаси с рисовыми колосками и голубем без глаз: майко вставляют это кандзаси в правую сторону причёски, а гейши — в левую. Один глаз голубю рисует сама гейша, загадывая любовное желание, а второй должен нарисовать клиент, у которого в прошлом году желание уже сбылось.
- Февраль: в начале февраля — цветы сливы и бабочки, в конце — нарциссы. В канун Сэцубуна (обакэ) надеваются два особых вида кандзаси: украшенные шариками кусудама и бумажные вертушки. Редко, но встречаются камелии.
- Март: бабочки, нарциссы, персики, древесные пионы.
- Апрель: сакура.
- Май: глициния, ирисы.
- Июнь: плакучая ива, гвоздика, гортензия.
- Июль: круглые веера «утива».
- Август: мискант «сусуки», ипомея.
- Сентябрь: китайский колокольчик, леспедеца (хаги (яп. 萩, lespedeza bicolor)).
- Октябрь: хризантема.
- Ноябрь: листья клёна и гинкго.
- Декабрь: «манэки-кандзаси», украшенные сосной и мотибана, с маленькими бумажными «табличками», на которых расписываются актёры Кабуки. По традиции во время представления каомидзэ сокэн (яп. 顔見世 каомидзэ со:кэн) майко заходят в гримёрки к своим любимым актёрам за автографами.